# Sender Ochsenkopf
Der Sender Ochsenkopf ist ein 191,5 Meter hoher Fernsehturm in Stahlbetonbauweise, der sich seit 1958 auf dem Gipfel des Ochsenkopfes im Fichtelgebirge befindet. Von dem Sendemast werden analoges Radio (UKW), digitales Radio (DAB) und digitales Fernsehen (DVB-T) abgestrahlt. Zudem dient er als Richtfunkknoten.
Der Sendemast des Ochsenkopfs entstand als Ersatz für einen 50 Meter hohen abgespannten Stahlrohrmast, der im Januar 1958 wegen Vereisung eingestürzt war. Er hat trotz Erdkrümmung eine direkte Sichtverbindung zum ca. 135,3 Kilometer entfernten Sender Kreuzberg in der Rhön.
Der Senderturm auf dem Ochsenkopf ist das höchste Bauwerk im Regierungsbezirk Oberfranken. Die Mastspitze ist die höchste Landmarke Frankens auf ca. 1.206 m Seehöhe. Damit ist die Landmarke nur um 50 m über dem des Kreuzbergs in der Rhön.

## Geschichte

Der Sender vor der DVB-T Umstellung (Aufnahme: April 2007)

Mit dem Programm des heutigen Bayern 2 begannen im Oktober 1950 die UKW-Sendungen vom Ochsenkopf. Der Asenturm diente zunächst als Antennenträger, bevor 1951 ein 22 Meter hoher Stahlfachwerkturm errichtet wurde. Als fünf Jahre später auch das Erste Deutsche Fernsehen vom Ochsenkopf ausgestrahlt wurde, baute der Bayerische Rundfunk einen 50 Meter hohen Rohrmast, der 1958 einem Sturm zum Opfer fiel. Im selben Jahr wurde der heutige Stahlbetonturm fertiggestellt. Ab dem 12. Februar 1958 strahlte der BR das ARD-Fernsehprogramm auf dem Kanal 4 im VHF-Band I und zwei UKW-Programme jeweils 100 kW vom Ochsenkopfturm ab.
Die Gesamthöhe betrug bis September 2008 163 Meter. Mit der Umstellung auf DVB-T erhielt der Turm einen 25 Meter hohen GfK-Zylinder. Der Turm ist insgesamt 191,5 Meter hoch, der Turmdurchmesser ist am Fundament 22 Meter und an der Spitze 2 Meter.
Das ARD-Fernsehprogramm auf Kanal 4 konnte mit Hilfe einer sogenannten Ochsenkopfantenne in weiten Teilen der DDR, sogar von einigen Bewohnern von Leipzig und Dresden, im „Tal der Ahnungslosen“, empfangen werden.
Selbst in Görlitz war der UKW-Rundfunkempfang vom Ochsenkopf unter Umständen möglich, jedoch war dort der Empfang der Sender aus West-Berlin verbreiteter.
Das analoge Fernsehprogramm der ARD wurde am 25. November 2008 zugunsten von DVB-T abgeschaltet. Empfang war auch in Zittau möglich (Wetter).
Das heutige Empfangsgebiet des Senders Ochsenkopf ist aufgrund seiner hohen Sendeleistung, topographischen Lage und Antennenhöhe vergleichsweise groß. Man kann den Ochsenkopf noch auf den Südhängen des Fläming südlich von Berlin empfangen. Generell ist der Empfang auch im Südharz, im Thüringer Wald, auf den Gipfelkuppen des Erzgebirges und in Halle und Leipzig noch eingeschränkt möglich. Der Empfang hängt dabei vom Wetter, den topographischen Gegebenheiten und der Empfangsantenne ab. Eigentliches Kernsendegebiet ist das nordöstliche Oberfranken sowie die nördliche und mittlere Oberpfalz bis etwa zu den Landkreisen Neumarkt in der Oberpfalz, Nürnberger Land und Amberg-Sulzbach. Dort wird das Sendegebiet des Senders Ochsenkopf auch von den Empfangsgebieten anderer Sender berührt. Zum zentralen Sendegebiet gehört ebenfalls die Selb-Wunsiedler Hochfläche und der Raum Hof mit angrenzendem Vogtland.
Im böhmischen Becken ist der Ochsenkopf weithin hörbar, insbesondere bis Karlsbad, Pilsen, und auch auf den Höhen rund um Prag kann man einzelne Frequenzen des Ochsenkopf noch hören.
Ergänzt wird der Ochsenkopf im Frankenwald durch einige kleinere Ergänzungssender, weil das Sendesignal dort oft durch die bergige Region beeinträchtigt wird.

## Frequenzen und Programme

### Analoges Radio (UKW)
Beim Antennendiagramm sind im Falle gerichteter Strahlung die Hauptstrahlrichtungen in Grad angegeben. In UKW werden folgende Programme ausgestrahlt:
| Frequenz (in MHz) | Programm        | RDS PS             | RDS PI                | Regiona- lisierung      | ERP (in kW) | Antennendiagramm rund (ND)/gerichtet (D) | Polarisation horizontal (H)/vertikal (V) |
| ----------------- | --------------- | ------------------ | --------------------- | ----------------------- | ----------- | ---------------------------------------- | ---------------------------------------- |
| 90,7              | Bayern 1        | BAYERN_1, B1_Fran_ | D311, D511 (regional) | Ober- und Mittelfranken | 100         | ND                                       | H                                        |
| 91,2              | Bayern 1        | BAYERN_1, B1_NbOpf | D311, D811 (regional) | Niederbayern/ Oberpfalz | 20          | D (20°–40°, 120°–220°)                   | H                                        |
| 96,0              | Bayern 2        | Bayern_2           | D312                  | -                       | 100         | ND                                       | H                                        |
| 99,4              | Bayern 3        | BAYERN_3           | D313                  | –                       | 100         | ND                                       | H                                        |
| 100,3             | Deutschlandfunk | __Dlf___           | D210                  | –                       | 100         | ND                                       | H                                        |
| 102,3             | BR-Klassik      | BR-KLASS           | D314                  | –                       | 15          | ND                                       | H                                        |
| 103,2             | Antenne Bayern  | ANTENNE_           | D318                  | –                       | 100         | ND                                       | H                                        |
| 107,1             | BR24            | BR24____           | D315                  | –                       | 30          | ND                                       | H                                        |

Weitere am Senderstandort Ochsenkopf international koordinierte Frequenzen:
- 88,0 MHz mit 5 kW ERP: Am Senderstandort Großer Waldstein in Betrieb für den Sender Radio Euroherz.
- 89,3 MHz mit 20 kW ERP: Am Senderstandort Großer Waldstein in Betrieb für den Sender Deutschlandfunk Kultur
- 104,3 MHz mit 10 kW ERP: Am Senderstandort Bayreuth für Radio Mainwelle in Betrieb.

### Digitales Radio (DAB)
DAB wird in vertikaler Polarisation und im Gleichwellenbetrieb mit anderen Sendern ausgestrahlt.
| Block                       | Programme (Datendienste) | ERP (kW) | Antennen- diagramm rund (ND), gerichtet (D) | Polarisation horizontal (H)/ vertikal (V) | Gleichwellennetz (SFN) |
| --------------------------- | --- | -------- | ------------------------------------------- | ----------------------------------------- | --- |
| 5C DRDeutschland (D__00188) | DAB-Block der Media Broadcast: - Absolut relax (72 kbps) - Dlf (104 kbps) - Dlf Kultur (112 kbps) - Dlf Nova (104 kbps) - DRadio DokDeb (48 kbps) - Energy Digital (72 kbps) - ERF Plus (64 kbps) - Klassik Radio (72 kbps) - Radio Bob (72 kbps) - Radio Horeb (48 kbps) - Radio Schlagerparadies (64 kbps) - Schwarzwaldradio (64 kbps) - sunshine live (72 kbps) - DRadio Daten (32 kbps Daten) - EPG Deutschland (16 kbps Daten) - TPEG (16 kbps Daten) - TPEG_MM (16 kbps Daten)                         | 10       | ND                                          | V                                         | - Baden-Württemberg: Aalen, Baden-Baden (Fremersberg), Bad Mergentheim, Blauen, Brandenkopf, Donaueschingen, Feldberg im Schwarzwald, Freiburg (Vogtsburg-Totenkopf), Geislingen (Oberböhringen), Großerlach (Hohe Brach), Heidelberg (Königstuhl), Heilbronn (Schweinsberg), Hochrhein (Rickenbach), Hornisgrinde, Pforzheim (Schömberg-Langenbrand), Raichberg, Ravensburg (Höchsten), Reutlingen, Stuttgart (Frauenkopf), Ulm (Kuhberg) - Bayern: Amberg (Hirschau), Aschaffenburg (Pfaffenberg), Augsburg (Hotelturm), Bad Tölz (Gaißach), Bamberg (Geisberg), Büttelberg, Brotjacklriegel, Dillberg, Grünten, Herzogstand, Hochberg (Traunstein), Hoher Bogen, Inntal (Ebbs), Ingolstadt (Gelbelsee), Kreuzberg/Rhön, Landshut (Altdorf), München (Olympiaturm), Nennslingen (Büchelberg), Nürnberg, Oberammergau, Ochsenkopf, Passau, Pfänder, Pfaffenhofen, Pfarrkirchen, Pfronten, Regensburg (Hohe Linie), Unterringingen, Untersberg, Wendelstein (Bayrischzell), Würzburg (Frankenwarte) - Berlin: Berlin (Alexanderplatz), Berlin (Scholzplatz) - Brandenburg: Bad Belzig, Booßen, Brandenburg/Havel, Calau, Casekow, Cottbus, Eisenhüttenstadt, Petkus, Pritzwalk, Templin - Bremen: Bremen (Walle), Bremerhaven-Schiffdorf - Hamburg: Hamburg (Moorfleet), Hamburg (Heinrich-Hertz-Turm) - Hessen: Bad Hersfeld (Rimberg), Biedenkopf (Sackpfeife), Fulda (Hummelskopf), Frankfurt (Europaturm), Gelnhausen (Schnepfenkopf), Gießen (Dünsberg), Großer Feldberg, Hardberg, Hohe Wurzel, Hoher Meißner, Kassel (Habichtswald), Mainz-Kastel - Mecklenburg-Vorpommern: Garz (Rügen), Güstrow, Malchin, Neubrandenburg-Süd, Rostock (Toitenwinkel), Röbel, Schwerin (Zippendorf-Gr.Dreesch), Torgelow, Wismar/Rüggow, Züssow - Niedersachsen: Aurich-Popens, Braunschweig (Broitzem), Braunschweig (Drachenberg), Cuxhaven-Stadt, Dannenberg, Göttingen (Bovenden-Osterberg), Hannover (Telemax), Lingen, Lüneburg-Neu Wendhausen, Molbergen-Peheim, Osnabrück (Bramsche-Schleptruper Egge), Hildesheim (Sibbesse), Steinkimmen, Uelzen, Visselhövede, Wilhelmshaven - Nordrhein-Westfalen: Aachen (Karlshöhe), Bielefeld (Hünenburg), Bonn (Venusberg), Dortmund (Florianturm), Düsseldorf (Rheinturm), Eggegebirge, Herscheid, Hochsauerland (Hunau), Hürtgenwald-Großhau, Köln (Colonius), Langenberg, Lügde-Rischenau (Köterberg), Minden (Jakobsberg), Münster (Fernmeldeturm), Schöppingen, Siegen-Süd, Wesel - Rheinland-Pfalz: Bad Kreuznach (Schanzenkopf), Bad Marienberg (Westerwald), Bornberg, Daun (Eifel), Edenkoben (Kalmit), Heckenbach-Schöneberg (Ahrweiler), Idar-Oberstein, Kaiserslautern, Kettrichhof, Koblenz (Kühkopf), Trier (Petrisberg) - Saarland: Merzig-Merchingen, Saarbrücken (Schoksberg) - Sachsen: Chemnitz, Dresden, Geyer, Leipzig, Löbau, Neustadt, Oschatz, Schöneck, Zwickau Ost - Sachsen-Anhalt: Brocken, Burg, Dequede, Petersberg, Pettstädt (Weißenfels), Schneidlingen, Wittenberg - Schleswig-Holstein: Bungsberg, Flensburg, Heide, Helgoland, Hennstedt, Kiel (Kronshagen), Lübeck (Stockelsdorf), Schleswig, Niebüll (Süderlügum), Westerland (Sylt) - Thüringen: Bleßberg (Sonneberg), Erfurt-Hochheim, Gera, Inselsberg, Jena (Oßmaritz), Kulpenberg, Saalfeld (Remda), Lobenstein (Sieglitzberg), Weimar (Ettersberg) |
| 5D Antenne DE (D__00364)    | DAB-Block von Antenne Deutschland: - 80s80s (72 kbps) - 90s90s (72 kbps) - Absolut Bella (72 kbps) - Absolut Germany (72 kbps) - Absolut HOT (72 kbps) - Absolut Oldie (72 kbps) - Absolut TOP (72 kbps) - AIDAradio (72 kbps) - Ballermann Radio (72 kbps) - Beats Radio (72 kbps) - Brillux Radio (72 kbps) - Nostalgie (72 kbps) - Oldie Antenne (72 kbps) - RTL Radio (72 kbps) - Rock Antenne (72 kbps) - Toggo Radio (72 kbps)                                                                          | 10       | ND                                          | V                                         | - Bayern: Amberg (Hirschau), Bamberg (Geisberg), Ingolstadt (Gelbelsee), Kreuzberg/Rhön, Nürnberg, Ochsenkopf, Pfaffenhofen, Regensburg (Hohe Linie), Würzburg (Frankenwarte) - Berlin: Berlin (Alexanderplatz), Berlin (Scholzplatz) - Brandenburg: Casekow, Cottbus, Pritzwalk - Bremen: Bremen (Walle) - Hamburg: Hamburg (Heinrich-Hertz-Turm) - Mecklenburg-Vorpommern: Rostock (Toitenwinkel), Schwerin (Zippendorf-Gr.Dreesch), Züssow - Niedersachsen: Braunschweig (Broitzem), Cuxhaven-Stadt, Göttingen (Bovenden-Osterberg), Hannover (Telemax), Hildesheim (Sibbesse/Griesberg), Lüneburg-Neu Wendhausen, Molbergen-Peheim, Osnabrück (Bramsche-Schleptruper Egge), Visselhövede - Nordrhein-Westfalen: Bielefeld (Hünenburg), Minden (Jakobsberg) - Sachsen: Dresden, Geyer, Leipzig, Löbau/Schafberg, Oschatz, Schöneck - Sachsen-Anhalt: Brocken, Burg, Petersberg, Wittenberg - Schleswig-Holstein: Flensburg, Heide, Kiel (Kronshagen), Lübeck (Stockelsdorf) - Thüringen: Erfurt-Hochheim, Gera, Inselsberg, Jena (Oßmaritz), Kulpenberg, Lobenstein (Sieglitzberg), Weimar (Ettersberg) |
| 6C Oberpfalz (D__00415)     | DAB-Block des Bayerischen Rundfunks - Bayern 1 (Mainfranken) (96 kbps) - Bayern 1 (Schwaben) (96 kbps) - BR24live (64 kbps, Mono) - Radio Teddy (72 kbps) - egoFM (72 kbps) - gong.fm (72 kbps) - Charivari (R) (72 kbps) - Charivari (NM) (72 kbps) - Charivari (SAD) (72 kbps) - Charivari (CHA) (72 kbps) - Charivari (KEH) (72 kbps) - Radio Galaxy (AM/WEN) (72 kbps) - Radio Ramasuri (72 kbps) - Arabella Bayern (96 kbps) - Rock Antenne Bayern (72 kbps) - BR EPG (8 kbps) - SPI Oberpfalz (24 kbps) | 10       | ND                                          | V                                         | Altenstadt, Amberg (Hirschau), Amberg-Süd, Dillberg, Fuchsmühl, Geigant, Hoher Bogen, Hohe Linie (Regensburg), Kelheim, Ochsenkopf, Pfreimd, Schönsee (Drechselberg), Weigendorf |
| 10B Oberfranken (D__00305)  | DAB-Block des Bayerischen Rundfunks - Bayern 1 (Mainfranken) (96 kbps) - Bayern 1 (Schwaben) (96 kbps) - BR24live (64 kbps, Mono) - Radio Teddy (72 kbps) - egoFM (72 kbps) - Radio Mainwelle (72 kbps) - Radio Plassenburg (72 kbps) - Radio Eins Coburg (72 kbps) - Radio Bamberg (72 kbps) - Galaxy Oberfranken (72 kbps) - Extra-Radio Hof (72 kbps) - Radio Euroherz (72 kbps) - Arabella Bayern (96 kbps) - Rock Antenne Bayern (72 kbps) - BR EPG (8 kbps)                                             | 12,6     | ND                                          | V                                         | Bad Steben, Bamberg (Geisberg), Coburg (Eckardtsberg), Ludwigsstadt (Ebersdorf), Hof (Labyrinthberg), Kronach, Kulmbach, Ochsenkopf (Fichtelgebirge), Pegnitz |
| 11D BR Bayern (D__00165)    | DAB-Block des Bayerischen Rundfunks - Bayern 1 (Oberbayern) (96 kbps) - Bayern 1 (Niederbayern/Oberpfalz) (96 kbps) - Bayern 1 (Franken) (96 kbps) - Bayern 2 (96 kbps) - Bayern 3 (96 kbps) - BR-Klassik (144 kbps) - BR24 (72 kbps, Mono) - BR Schlager (96 kbps) - Puls (96 kbps) - BR Heimat (128 kbps) - BR Verkehr (16 kbps, Mono) - Antenne Bayern (80 kbps) - BR EPG (8 kbps Daten) - ARD TPEG (24 kbps)                                                                                              | 10       | ND                                          | V                                         | - Unterfranken: Alzenau (Hahnenkamm), Burgsinn (Main-Spessart), Dettelbach, Ebern, Frammersbach (Sauerberg) (geplant), Gemünden, Hammelburg, Kreuzberg (Rhön), Miltenberg-Wenschdorf, Neustadt am Main, Obernburg am Main, Ostheim (Heidelberg), Pfaffenberg (Aschaffenburg), Schweinfurt (Schonungen), Volkach, Wertheim, Würzburg (Frankenwarte), Zeil am Main - Oberfranken: Bad Steben, Bamberg (Geisberg), Burgwindheim (geplant), Coburg (Eckardtsberg), Hof (Labyrinthberg), Kronach, Kulmbach, Ludwigsstadt (Ebersdorf), Ochsenkopf (Fichtelgebirge), Pegnitz - Mittelfranken: Ansbach (geplant), Büttelberg, Hesselberg, Hersbruck, Nürnberg (Fernmeldeturm), Rothenburg ob der Tauber, Treuchtlingen, Weißenburg - Oberpfalz: Altenstadt, Amberg (Hirschau), Amberg-Süd, Dillberg (Neumarkt), Fuchsmühl, Geigant, Hoher Bogen (Furth im Wald), Hohe Linie (Regensburg), Kallmünz (geplant), Pfreimd, Schönsee (Drechselberg), Weigendorf - Niederbayern: Brotjacklriegel, Deggendorf (Aletsberg), Dingolfing, Einödriegel, Kelheim, Landshut (Altdorf), Mainburg, Mallersdorf-Pfaffenberg, Oberfrauenwald, Passau (Kühberg), Pfarrkirchen, Rattenberg, Rotthalmünster, Viechtach (Weigelsberg) (geplant), Vilsbiburg - Schwaben: Augsburg (Hotelturm), Augsburg (Welden), Balderschwang (Oberberg), Grünten, Hühnerberg (Harburg), Kaufbeuren (geplant), Markt Wald, Memmingen, Pfänder (Vorarlberg), Pfronten (Breitenberg), Ulm (Kuhberg) - Oberbayern: Bad Tölz (Gaißach), Berchtesgaden (Jenner), Eichstätt, Fürstenfeldbruck (Schöngeising), Gelbelsee, Herzogstand (Fahrenbergkopf), Hochberg (Traunstein), Hohenpeißenberg, Inntal (Ebbs), Isen, München-Freimann, München-Ismaning, München (Olympiaturm), Neuötting, Oberammergau (Laber), Pfaffenhofen (Wolfsberg), Pfaffenhofen (BR), Reit im Winkl, Untersberg (Salzburg), Tegernseer Tal (Wallberg), Wasserburg am Inn (Koblberg), Wendelstein (Bayrischzell) |

### Digitales Fernsehen (DVB-T2)
Die DVB-T2 HD-Ausstrahlungen vom Sender Ochsenkopf laufen seit dem 26. September 2018 und sind im Gleichwellenbetrieb (Single Frequency Network) mit anderen Sendestandorten.
| Kanal | Frequenz (in MHz) | Multiplex                                                | Programme im Multiplex | ERP (in kW) | Antennen- diagramm rund (ND)/ gerichtet (D) | Polari- sation horizontal (H)/ vertikal (V) | Modulations- verfahren | FEC | Guard- intervall | Bitrate (in MBit/s) | SFN                                     |
| ----- | ----------------- | -------------------------------------------------------- | --- | ----------- | ------------------------------------------- | ------------------------------------------- | ---------------------- | --- | ---------------- | ------------------- | --------------------------------------- |
| 40    | 626               | ARD Digital (BR)                                         | - Arte HD - Das Erste HD - One HD - Phoenix HD - tagesschau24 HD - NDR Fernsehen HD (Niedersachsen)                                                                      | 100         | ND                                          | H                                           | 64-QAM                 | 3/5 | 19/128           | 21,56               | Ochsenkopf, Bamberg(Kälberberg)         |
| 30    | 546               | ARD regional (BR)                                        | - ARD-alpha HD - BR Fernsehen Nord HD - hr-fernsehen HD - MDR Thüringen HD - rbb Berlin HD 1) - BR Fernsehen Süd HD 1) - SWR Fernsehen BW HD - WDR HD Köln (Internet) 2) | 100         | ND                                          | H                                           | 64-QAM                 | 3/5 | 19/128           | 21,56               | Ochsenkopf, Bamberg(Kälberberg)         |
| 37    | 602               | Substream 0: ZDF (ZDFmobil) Substream 1: MEDIA BROADCAST | Substream 0: - ZDF HD - ZDFinfo HD - zdf_neo HD - 3sat HD - KiKA HD Substream 1: - freenet.TV connect                                                                    | 50          | ND                                          | H                                           | 64-QAM                 | 3/5 | 19/128           | 22                  | Ochsenkopf, Bamberg(Kälberberg), Amberg |

  1)rbb Berlin außerhalb der Regionalzeiten des BR Fernsehens
  2)Für den Empfang des WDR ist ein hbb-TV fähiges Endgerät erforderlich.

### Digitales Fernsehen (DVB-T)
Die DVB-T Ausstrahlung erfolgte im Gleichwellenbetrieb mit anderen Sendern. Sie wurde am 26. September 2018 zugunsten der Aufnahme des Sendebetriebs im DVB-T2-Verfahren eingestellt.
| Kanal | Frequenz (in MHz) | Multiplex                    | Programme im Multiplex                                                                   | ERP (in kW) | Antennen- diagramm rund (ND), gerichtet (D) | Polarisation horizontal (H), vertikal (V) | Modulations- verfahren | FEC | Guard- intervall | Bitrate (in MBit/s) | SFN                 |
| ----- | ----------------- | ---------------------------- | ---------------------------------------------------------------------------------------- | ----------- | ------------------------------------------- | ----------------------------------------- | ---------------------- | --- | ---------------- | ------------------- | ------------------- |
| 29    | 538               | ARD Digital (BR)             | - Das Erste (BR Nord) - ARTE - Phoenix - One                                             | 100         | ND                                          | H                                         | 16-QAM                 | 2/3 | 1/4              | 13,27               | Ochsenkopf, Bamberg |
| 40    | 626               | ARD regional (BR) Nordbayern | - Bayerisches Fernsehen (Franken) - ARD-alpha - MDR Fernsehen (Thüringen) - hr-fernsehen | 100         | ND                                          | H                                         | 16-QAM                 | 2/3 | 1/4              | 13,27               | Ochsenkopf, Bamberg |
| 23    | 490               | ZDFmobil                     | - ZDF - 3sat - KiKA (6–21 Uhr), ZDFneo (21–6 Uhr) - ZDFinfo                              | 50          | ND                                          | H                                         | 16-QAM                 | 2/3 | 1/4              | 13,27               | Ochsenkopf, Amberg  |

### Analoges Fernsehen
Bis zur Umstellung auf DVB-T wurden folgende Programme in analogem PAL gesendet:
| Kanal | Frequenz (MHz) | Programm       | ERP (kW) | Sendediagramm rund (ND)/ gerichtet (D) | Polarisation horizontal (H)/ vertikal (V) |
| ----- | -------------- | -------------- | -------- | -------------------------------------- | ----------------------------------------- |
| 4     | 62,25          | Das Erste (BR) | 100      | D                                      | V                                         |